# 新北市立達觀國民中小學
新北市立達觀國民中小學，簡稱達觀國中小，是一所位於新北市新店區的國民中小學。校址原為玫瑰國小與達觀國中的預定校地，因早期所屬學區內之國中無法吸納學區國小畢業生，導致學童就學需往返奔波，新北市政府為抒解安坑地區學生就學壓力，擇定在該區設校。

## 歷史沿革

### 演變與發展
- 1999年（民國88年）：派任大豐國小校長傅育寧為安坑文小1[6]設校兼任籌備主任。並於民國90年4月正式命名為「玫瑰國小」。
- 2001年（民國90年）：派任五峰國中校長傅朝華為安坑文中1[6]設校兼任籌備主任。並於民國90年5月正式命名為「達觀國中」。
- 2004年（民國93年）：台北縣政府教育局因應「九年一貫課程統整」之教育趨勢，進行「國中小併立一校」評估作業，並進行校地選擇評估。
- 2005年（民國94年）：2月召開相關法令解釋及具體因應方案會議，選擇學校現址，將玫瑰國小及達觀國中合併成立「臺北縣立達觀國民中小學」。
- 2008年（民國97年）：3月18日校舍新建工程取得綠建築標章證書[7]。
- 2010年（民國99年）：為配合五都改制，改名為「新北市立達觀國民中小學」。
- 2011年（民國100年）：經教育局核定，正式於100學年度起正式招生國中部新生。因校舍當時尚未完工，暫時借用安康高中國中部教室上課。
- 2012年（民國101年）：2月校舍竣工驗收，搬移回至現行校址上課[8]。經教育局核定，正式招生國小部新生。
- 2014年（民國103年）：成立「達觀夢想電視台」，第一集於2015/1/13開播。[9]
- 2017年（民國106年）：12月啟用彩虹跑道。[10]
- 2019年（民國108年）：國中部開始招收體育班，招生項目：田徑、角力。[11]
- 2020年（民國109年）：4月生態池改善工程暨親水區完工；9月獲頒「新北市109年體育有功機關團體」[12]。
- 2021年（民國110年）：1月重現設校紀念碑[13]。8月風雨操場完工。
- 2022年（民國111年）：3月執行班班有冷氣計畫，全校設置完工。
- 2023年（民國112年）：2月斜屋頂架設太陽能發電設備完工。

### 歷任校長
| 任別 | 姓名       | 任職日期  | 卸任日期  | 備註                           |
| ---- | ---------- | --------- | --------- | ------------------------------ |
| 1    | 黃于珍女士   | 2005年    | 2009年7月 | 於2009年退休。[14]             |
| 2    | 楊麗華女士 | 2009年8月 | 2017年7月 | 改任新北市立義學國民中學校長。 |
| 3    | 郭雅美女士 | 2017年8月 | 2019年7月 | 於2019年退休。                 |
| 4    | 羅國誠先生 | 2019年8月 | 2022年1月 | 原新北市立萬里國民中學校長。   |
| 代理 | 楊心茹女士 | 2022年2月 | 2022年7月 | 教務主任兼任代理校長。         |
| 5    | 林才乂先生 | 2022年8月 | 現職      | 原新北市立欽賢國民中學校長。   |

### 學生人數
- 小學部

- 國中部

- 圖為達觀國中小歷屆學生數〈橫軸為民國年、縱軸為學生人數〉

| 年份                | 100      | 101                | 102      | 103      | 104  | 105  | 106       | 107  | 108  | 109  | 110  | 111      | 112       | 113       | 114       |
| 小學部學生數        | ***      | 68                 | 257      | 355      | 426  | 478  | 507       | 502  | 483  | 483  | 480  | 480      | 495       | 477       | 464       |
| 國中部學生數        | 241      | 654                | 1012     | 1094     | 1002 | 934  | 826       | 813  | 780  | 770  | 739  | 705      | 734       | 830       | 881       |
| 小一人數            |          | 68                 | 100      | 88       | 85   | 78   | 76        | 83   | 74   | 76   | 81   | 70       | 86        | 69        | 69        |
| 國七人數            | 241      | 388                | 359      | 344      | 292  | 281  | 242       | 270  | 252  | 236  | 233  | 226      | 275       | 314       | 292       |
| 學生總數            | 241      | 722                | 1269     | 1449     | 1428 | 1412 | 1333      | 1315 | 1263 | 1253 | 1219 | 1185     | 1229      | 1307      | 1345      |
| 小學部班級數        | ***      | 3                  | 13       | 16       | 18   | 18   | 19        | 19   | 18   | 18   | 18   | 18       | 18        | 18        | 18        |
| 國中部班級數        | 8        | 19                 | 30       | 33       | 33   | 33   | 32        | 31   | 30   | 30   | 30   | 29       | 29        | 29        | 30        |
| 班級總數            | 8        | 22                 | 43       | 49       | 51   | 51   | 51        | 50   | 48   | 48   | 48   | 47       | 47        | 47        | 48        |
| 新生班級數 變化註記 | 國七 8班 | 小一 3班 國七 11班 | 小一 4班 | 小一 3班 |      |      | 國七 10班 |      |      |      |      | 國七 9班 | 國七 10班 | 國七 額滿 | 國七 額滿 |

## 象徵

### 校徽
以綠色三角形為基礎，代表學校鄰近山區的生態特色。

中間橫貫藍色曲線，取意學校後方野溪，經沉沙池分流操場兩側，其中一支流入行政大樓後方生態池，水路出校後匯入五重溪。

中央黃色大樹分出三個分枝，代表親師生合力打造百年樹人教育環境。

### 教育願景
「智慧、儒雅、卓越」

學習帶來智慧

同理塑造儒雅

努力擁有卓越

### 校歌
達觀國小校歌為《達觀的夢想》由胡瑾瑜作詞、李明翰作曲。由於校歌歌譜年代久遠遺失，2018年2月由家長會邀請知名廣播音樂人李乙本老師重新整理手繪，手稿現存校史室。2021年12月由國中部打擊樂社邱泳峯同學編曲為演奏譜，並於同年校慶中首次由打擊樂社演奏。

### 紀念T恤
學校因無禮堂，且需容納近一千五百名師生，加上地處山區，建設風雨操場的工程經費籌措十分不易。在多方努力與支持下，風雨操場於2021年8月正式完工。為紀念此重要時刻，學校於當年校慶期間推出全校性紀念T恤，供師生與家長訂購。
紀念T恤的設計以三種幾何圖案呈現，象徵學校的核心設施與教育理念，從左至右分別為：
- 橢圓形：象徵跑道。
- 三角形：象徵風雨操場。
- 方　形：象徵球場。

每個圖案下方均留有一部分未封閉，寓意硬體建設雖得來不易，但唯有人們的參與與使用，才能賦予其真正的價值，期勉全體師生與家長共同營造更完善的教育環境。
紀念T恤共有三種顏色：
- 紅色：供學校師長穿著。
- 深藍色與亮橘色：供學生與家長穿著。

其中，亮橘色紀念T恤因其高辨識度與螢光特性，後來被家長會選定為代表服飾，廣泛應用於重大典禮及志工導護工作中，成為學校活動的重要象徵之一。

## 行政單位
| 行 政 單 位 |            |                                              |
| ----------- | ---------- | -------------------------------------------- |
| 行 政 單 位 | 校長室     | 校長室                                       |
| 行 政 單 位 | 教務處     | 內有教學組、註冊組、課程研發組、資訊與設備組 |
| 行 政 單 位 | 學務處     | 內有生教組、衛生組、訓育組、體育組           |
| 行 政 單 位 | 輔導處     | 內有資料組、輔導組、特教組                   |
| 行 政 單 位 | 總務處     | 內有文書組、事務組、出納組                   |
| 行 政 單 位 | 人事室     | 人事室                                       |
| 行 政 單 位 | 會計室     | 會計室                                       |
| 行 政 單 位 | 國小教導處 | 內有教務組、學輔組                           |
| 行 政 單 位 | 圖書館     | 圖書館                                       |

## 校內建築
- 教學大樓三棟 A B D棟
- 行政大樓一棟 C棟

## 交通
新北捷運
- 臺北小城站：安坑輕軌

公車
- 台北小城(三) : 綠8[20]。
- 達觀國中小: 跳蛙公車－台北小城-大坪林[21]、綠15[22]、安坑1線[23]、安坑2線[24]、安坑3線[25]、安坑5線[26]。

- 薏仁坑站：202區、248、624、624綠、643、648、779、905、905副、906、909、913、935、棕7、綠1、 橘1、橘9、內湖通勤專車10。(步行安豐路行人柵道約5分鐘)

高速公路與快速道路
- 道路
  - 新店安坑一號道路（已完工的第一期工程路段之正式命名為「安一路」）

公共自行車
- 新北市公共自行車租賃系統
  - 輕軌台北小城站(北側)
  - 輕軌台北小城站(南側)

## 學校周邊
商店
- 全家便利商店：新店僑信店

醫院
- 耕莘醫院安康院區
- 新北仁康醫院

政府機關
- 保二總隊

教育
- 景文科技大學

## 學區
- 國小部：小城里。

達觀國小部與雙城國小之自由學區：吉祥里、玫瑰里。
達觀國小部與安坑國小之自由學區：德安里(18-28鄰)。(114學年起)
達觀里、明城里，經里辦公處證明後可申請達觀國小部考量配合就讀（達觀里及明城里各５名為限）(114學年起)

- 國中部：德安里(18-28鄰)(車子路以南)、小城里、吉祥里、玫瑰里、明城里、達觀里、雙城里、日興里、香坡里。[29]

### 註腳
1. ↑  . 政府資料開放平臺-數位發展部. 2024-06-12  [2024-06-17]. （原始内容存档于2024-06-17） （中文（臺灣））.
2. ↑  . 公民新聞. 2012-03-27  [2017-10-28]. （原始内容存档于2019-11-30） （中文（臺灣））.
3. ↑  . Yahoo奇摩新聞. 2013-01-12  [2017-10-28]. （原始内容存档于2020-08-14） （中文（臺灣））.
4. ↑  . 達觀國中小家長會. 2017-09-16  [2017-11-08]. （原始内容存档于2023-07-18） （中文（臺灣））.
5. ↑  . 新北市政府教育局校務行政系統.   [2019-05-16] （中文（臺灣））.
6. 1 2  地段名稱
7. ↑  . 達觀國中小. 2008-03-18  [2020-08-29].
8. ↑  . 公民新聞. 2012-06-18  [2017-10-28]. （原始内容存档于2020-10-29） （中文（臺灣））.
9. ↑  . 新北市立達觀國民中小學. 2014-10-29  [2020-05-12] （中文（臺灣））.
10. ↑  . 達觀國中小家長會. 2017-12-17  [2019-05-14] （中文（臺灣））.
11. ↑  . 達觀國中校網. 2019-05-03  [2019-05-14] （中文（臺灣））.
12. ↑   (PDF). 新北市政府體育處. 2020-09-07  [2021-07-11]. （原始内容存档 (PDF)于2021-07-11） （中文（臺灣））.
13. ↑  . Youtube. 2021-01-09  [2022-10-18]. （原始内容存档于2022-10-21）.
14. ↑  . 達觀國中校網. 2009-08-01  [2017-10-28] （中文（臺灣））.
15. ↑  . 教育部. 2022-04-26  [2022-10-19]. （原始内容存档于2020-12-20） （中文（臺灣））.
16. ↑  學校校歌 （页面存档备份，存于） - 達觀國中小校網
17. ↑  手繪歌詞歌譜 - 達觀國中小家長會粉絲團 (2018/2/2)
18. ↑  第十一屆校慶打擊樂社表演 （页面存档备份，存于） - 達觀國中小家長會粉絲團 (2018/2/2)
19. ↑  圖書館 （页面存档备份，存于） - 達觀國中小校網
20. ↑  . 大臺北公車Taipei eBus.   [2024-12-02]. （原始内容存档于2025-04-13） （中文（臺灣））.}}
21. ↑  . 大臺北公車Taipei eBus （中文（臺灣））.
22. ↑  . 大臺北公車Taipei eBus.   [2024-12-02]. （原始内容存档于2025-01-23） （中文（臺灣））.
23. ↑  . 大臺北公車Taipei eBus （中文（臺灣））.
24. ↑  . 大臺北公車Taipei eBus.   [2024-12-02]. （原始内容存档于2025-05-03） （中文（臺灣））.
25. ↑  . 大臺北公車Taipei eBus.   [2024-12-02]. （原始内容存档于2025-04-30） （中文（臺灣））.
26. ↑  . 大臺北公車Taipei eBus （中文（臺灣））.
27. ↑  . 新北市新店區公所. 2019-01-28  [2019-05-22]. （原始内容存档于2019-06-12） （中文（臺灣））.
28. ↑   (PDF). 新北市政府教育局. 2025-03-23  [2025-03-23]. （原始内容存档 (PDF)于2025-04-05） （中文（臺灣））.
29. ↑  . 新北市新店區公所. 2019-03-15  [2019-05-22]. （原始内容存档于2020-10-24） （中文（臺灣））.

## 外部連結
- 新北市立達觀國民中小學 （页面存档备份，存于）
- 達觀國中小生物資源探索 於iNaturalist上的頁面 （页面存档备份，存于）
- 達觀國中小於教育部綠色學校夥伴上的頁面 （页面存档备份，存于）
- 達觀國中小 於Youtube上的頁面 （页面存档备份，存于）
- 達觀夢想電視台 （页面存档备份，存于）
- 達觀國中小 於Facebook上的頁面
- 達觀國中小家長會 於Facebook上的頁面